# Пинчук, Елена Леонидовна
Елена Леонидовна Пинчук (урождённая — Кучма, в первом замужестве — Франчук) — дочь второго Президента Украины Леонида Кучмы, глава Фонда «АНТИСПИД», глава наблюдательного совета телегруппы StarLightMedia.

## Биография
Елена Пинчук родилась 3 декабря 1970 года в Днепропетровске.
Училась на физико-техническом и экономическом факультетах Днепропетровского государственного университета, получила диплом по специальности «Экономика и социология».
В 1995—1996 годах работала в экономическом департаменте «ПриватБанка».
C 1997 по 2002 год работала заместителем директора по маркетингу компании «Киевстар».
В 2003 году Елена Пинчук основала фонд «АнтиСПИД» — единственную на Украине благотворительную организацию по борьбе с эпидемией ВИЧ/СПИДа, которая работает за счёт частных пожертвований.
В 2017 году Фонд сменил название на Фонд Елены Пинчук Архивная копия от 6 января 2009 на Wayback Machine, в связи с тем, что расширились направления работы, появились проекты помощи украинским военным, образовательные лекции и тренинги, а с недавних пор и менторские проекты для усиления роли женщин в обществе. А также в 2019 году открылся образовательный центр для молодёжи по вопросам сексуального образования, здоровья и профилактики ВИЧ/СПИДа — Dialog hub.
Фонд широко известен своими информационными кампаниями и привлечением к ним международных звезд, таких как Билл Клинтон, Элтон Джон и группа Queen, а также украинских знаменитостей.
В 2010 году Елена Пинчук входила в состав комиссии ООН, созданной для «профилактической революции» — прорыва в предотвращении новых случаев ВИЧ/СПИДа в мире. В эту комиссию в свое время входил экс-президент Франции Жак Ширак, один из создателей Facebook Крис Хьюджес, звезда мирового баскетбола Мэджик Джонсон, один из создателей китайского поисковика Baidu Робин Ли, бывший генеральный директор МАГАТЭ Мохаммед аль-Барадеи.
В 2009 году возглавила телегруппу StarLightMedia — крупнейшего продавца телевизионной рекламы на Украине.
На протяжении многих лет известные издания вносили Елену Пинчук в число 100 самых влиятельных украинцев и в числе 100 самых влиятельных женщин Украины. В 2010 году французская газета La Tribune включила Елену Пинчук в список «Женщины, которые изменили мир».
На церемонии An Enduring Vision («Взгляд в будущее») (2010) вместе с мужем Виктором Пинчуком получила награду СПИД-Фонда Элтона Джона за свои усилия по борьбе со СПИДом.
В 2021 Елена Пинчук вошла в топ-100 успешных женщин Украины по версии журнала «Новое время».

## Семья
Отец — Леонид Данилович Кучма (род. 1938), второй Президент Украины.
Мать — Людмила Николаевна Кучма (Талалаева) (род. 1940), почётный президент Национального фонда социальной защиты матери и ребёнка «Украина — детям».
Первый супруг — Игорь Анатольевич Франчук, украинский политик, народный депутат Украины, развелись в 1997 году.
- Сын — Роман Игоревич Франчук (родился 3 апреля 1991)[17].

Второй супруг (с 2002 года) — Виктор Михайлович Пинчук, известный украинский бизнесмен и меценат, миллиардер, учредитель благотворительного фонда «Victor Pinchuk Foundation» (Фонд Виктора Пинчука), в 2010 году Елена сменила фамилию на Пинчук.
- Дочь — Екатерина Викторовна Пинчук (род. 2003)[19].
- Дочь — Вероника Викторовна Пинчук (род. 2011).